# Phlaeoba formosana
Phlaeoba formosana är en insektsart som först beskrevs av Tokuichi Shiraki 1910.  Phlaeoba formosana ingår i släktet Phlaeoba och familjen gräshoppor. Inga underarter finns listade i Catalogue of Life.